# Subordinacionismus
Subordinacionismus se v křesťanské teologii a v církevních dějinách nazývá učení, podle nějž v rámci Nejsvětější Trojice existuje jistá hierarchie mezi osobami (jsou si navzájem podřízeny, latinsky subordinatae). Obvykle se jako „první“, nejvyšší chápe Otec, jemu jsou pak podřízeni Syn a Duch Svatý. Toto učení, které se vyskytovalo hlavně v prvních staletích (jedním z nejznámějších zastánců byl např. Areios) bylo církví odmítnuto a odsouzeno.